# Człowiek w ogniu
Człowiek w ogniu (ang. Man on Fire) – anglojęzyczny film z 2004 roku autorstwa Tony’ego Scotta, powstały na podstawie powieści A.J. Quinnella. Remake filmu z 1987 roku.

## Opis fabuły
Film ukazuje fikcyjną historię Johna Creasy'ego – niegdyś zabójcy CIA i weterana wojskowego służącego w różnych wojskach, także w Legii Cudzoziemskiej – niemogącego sobie poradzić z własną przeszłością i nękającymi go koszmarami, których nie potrafi wymazać ze swej pamięci, a smutki topi w alkoholu.
Przyjaciel Johna, Rayburn, znajduje mu posadę ochroniarza u jednego z wpływowych właścicieli meksykańskich fabryk. Creasy zaczyna pracować jako ochroniarz Pity Ramos, córki bogatego amerykańsko-meksykańskiego małżeństwa. Praca polega na ochronie dziewczynki przed notorycznymi porwaniami dla okupu. Creasy, do tej pory stroniący i niechętnie nastawiony do ludzi, otwiera się na kontakty z Pitą. Ochroniarz zaczyna wreszcie radzić sobie z prześladującymi go koszmarami.
Spokój nie trwa długo – porywacze uprowadzają Pitę, a ciężko zraniony, w krytycznym stanie John obiecuje ją uratować.

## Obsada
- Denzel Washington – Creasy
- Dakota Fanning – Pita
- Marc Anthony – Samuel
- Radha Mitchell – Lisa
- Christopher Walken – Rayburn
- Mickey Rourke – Jordan
- Giancarlo Giannini – Manzano
- Rachel Ticotin – Mariana
- Jesús Ochoa – Fuentes
- Angelina Peláez - Siostra Anna
- Roberto Sosa - Daniel Sanchez
- Gero Camilo - Aurelio Sanchez
- Rosa María Hernández - Maria
- Heriberto Del Castillo - Bruno

i inni. 